# Gótico internacional na Itália

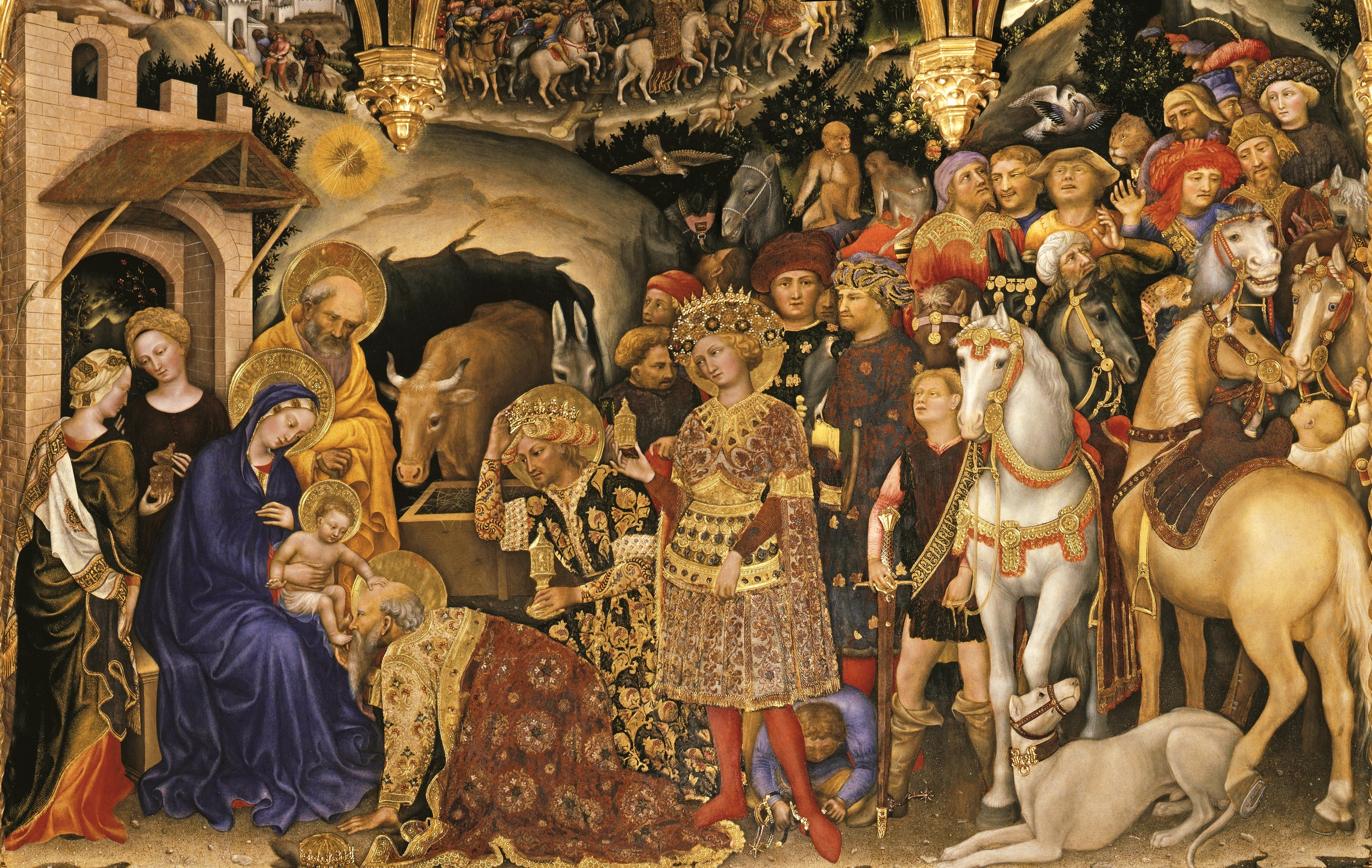
Gentile da Fabriano, Adoração dos Magos (detalhe), Galeria Uffizi, Florença (1423).

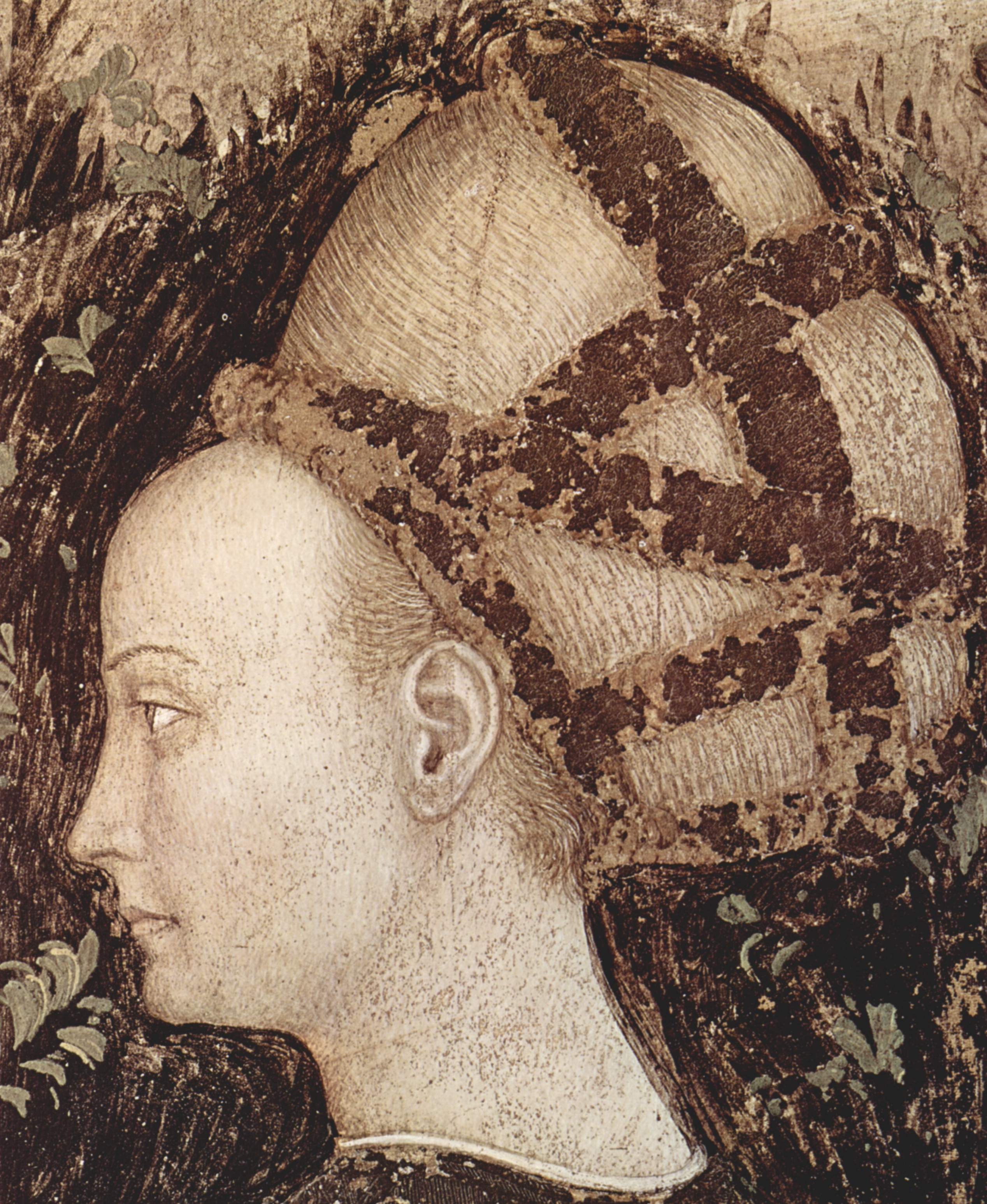
Pisanello, São Jorge e a Princesa (pormenor, cerca de 1436-1438), igreja de Sant'Anastasia, Verona.

O gótico internacional (ou gótico tardio) é um estilo de arte figurativa que data entre aproximadamente 1370 e, – em Itália – a primeira metade do séc. XV.
Como o próprio nome indica, esta fase estilística teve expressão internacional, com características comuns, mas também com muitas variáveis locais. O estilo não se difundiu a partir de um único centro de irradiação, como o foi, por exemplo, para o Gótico e para a Île-de-France, mas foi por sua vez o fruto de um diálogo entre as cortes europeias, resultado de inúmeras trocas recíprocas. Entre estas cortes, porém, o papado teve um papel preeminente, em particular em Avinhão, verdadeiro centro de agregação e intercâmbio de artistas de todo o continente.
A Itália, politicamente dividida, era palco de artistas que difundiam a problemática do estilo, divulgando-o continuamente (especialmente Pisanello, Michelino da Besozzo e Gentile da Fabriano) e, por sua vez, diminuindo em número a sua difusão nas plataformas regionais. A linguagem gótica "internacional" significou a modernização da tradição gótica (ainda ligada à língua de Giotto no final do século XIV), mas apenas algumas áreas ofereceram contributos originais e "protagonistas" no seu panorama europeu, apesar de o adoptarem apenas parcialmente e em muitos âmbitos com caracteristicas estilísticas individuais mais superficiais. Entre as zonas mais importantes destacam-se, certamente, a Lombardia e, em diferentes graus, a Veneza e a Verona. O gótico internacional florentino entra prematuramente em competição com o nascente estilo renascentista, mas ainda assim foi opção de clientes ricos e cultos, tanto religiosos como privados.